# Наварес-де-лас-Куевас
Наварес-де-лас-Куевас (ісп. Navares de las Cuevas) — муніципалітет в Іспанії, у складі автономної спільноти Кастилія-і-Леон, у провінції Сеговія. Населення — 24 особи (2010).
Муніципалітет розташований на відстані близько 110 км на північ від Мадрида, 60 км на північний схід від Сеговії.

## Демографія
Динаміка населення (INE ):